# کلاک (دماوند)
کلاک روستایی از توابع بخش مرکزی شهرستان دماوند در استان تهران ایران است.
مردم این روستا از قومیت طبری هستند و به زبان طبری دماوندی که گویشی از زبان مازندرانی می‌باشد صحبت می‌کنند.

## جمعیت
این روستا در دهستان ابرشیوه قرار دارد و براساس سرشماری مرکز آمار ایران در سال ۱۳۸۵، جمعیت آن ۱۵۶ نفر (۴۹خانوار) بوده‌است.